# Argostemma solaniflorum
Argostemma solaniflorum är en måreväxtart som beskrevs av Adolph Daniel Edward Elmer. Argostemma solaniflorum ingår i släktet Argostemma och familjen måreväxter. Inga underarter finns listade i Catalogue of Life.